# Ураганът Смит
„Ураганът Смит“ (на английски: Hurricane Smith) е австралийски екшън филм от 1992 г. на режисьора Колин Бъдс по сценарий на Питър А. Кинлох и Кевин Джеймс Добсън. Във филма участват Карл Уедърс, Юрген Прохнов, Касандра Дилейни и Тони Бонър. Снимачния процес се провежда в Голд Каст, Куийнсланд през май 1990 г.